# Xylocopa virginica
Xylocopa virginica là một loài Hymenoptera trong họ Apidae. Loài này được Linnaeus mô tả khoa học năm 1771.

## Hình ảnh

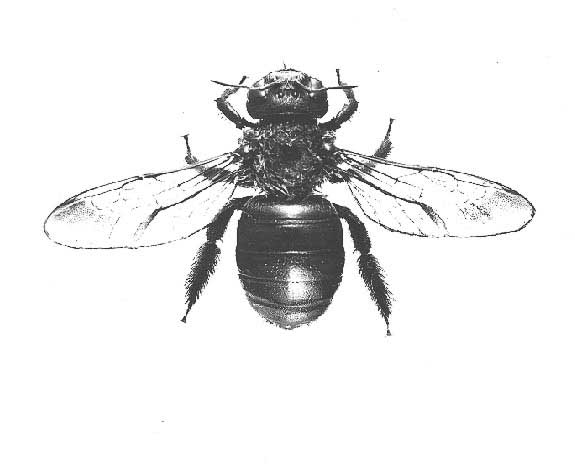
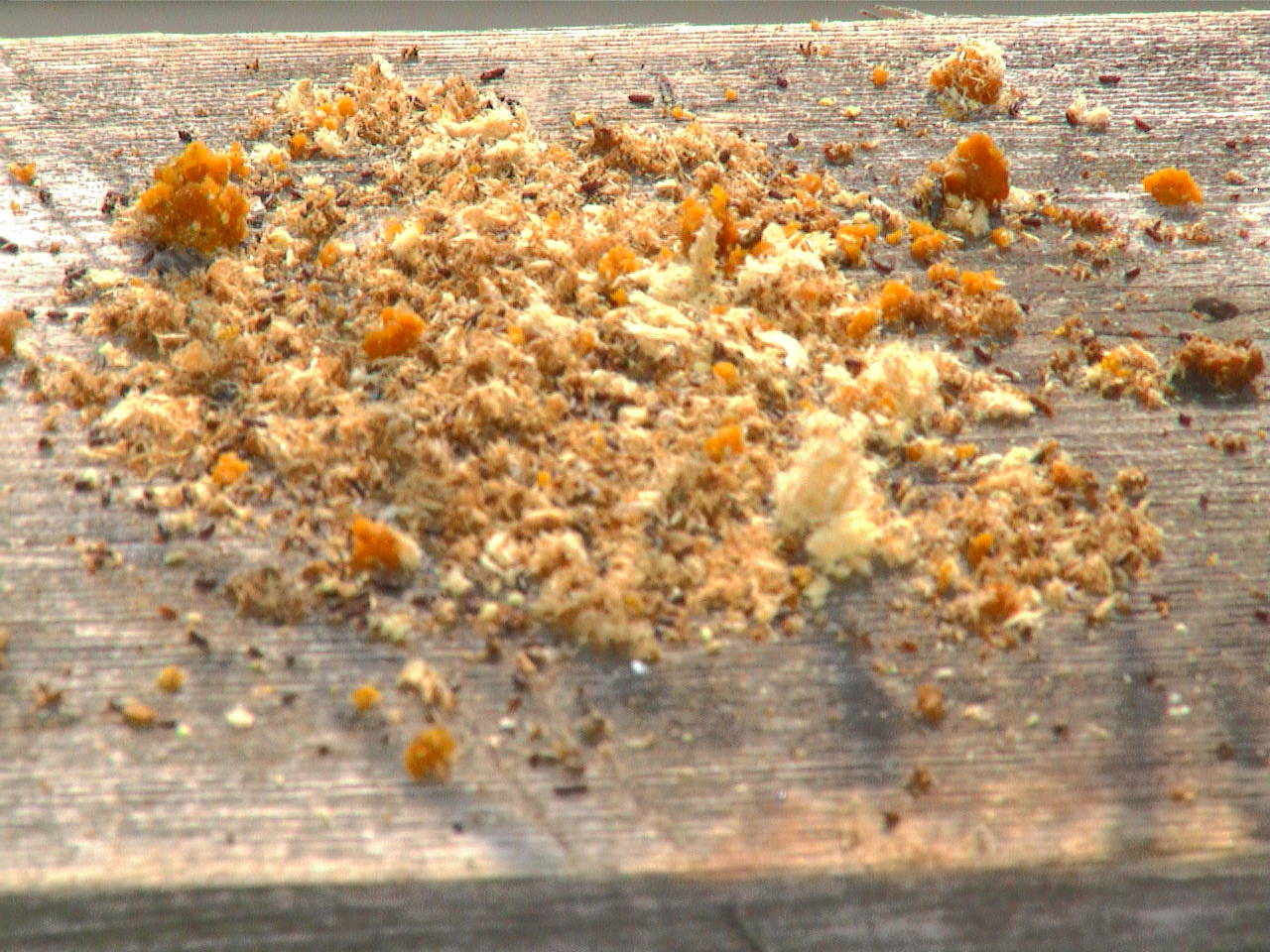
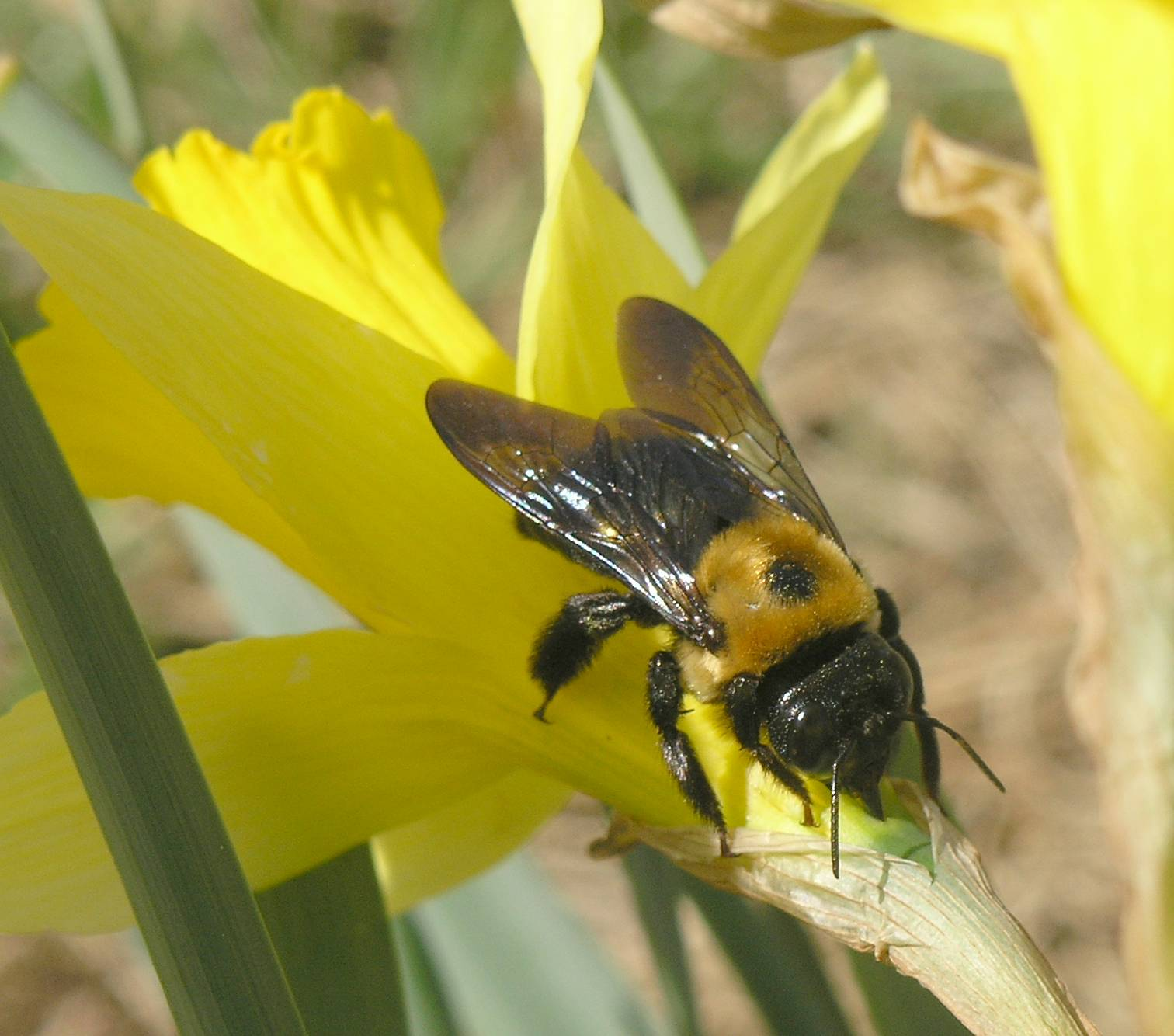